# Gianicolense (Suburbio)
Koordinaten: 41° 52′ N, 12° 25′ OGianicolense ist ein Suburbio (Vorstadt) der italienischen Hauptstadt Rom. In der Verwaltung wird es mit S. VIII abgekürzt und gehört zum Municipio XI und XII. Der Name leitet sich vom Hügel Gianicolo her. Er liegt im Westen der Stadt Rom, hatte 2016 51.339 Einwohner und eine Fläche von 17,4654 km².

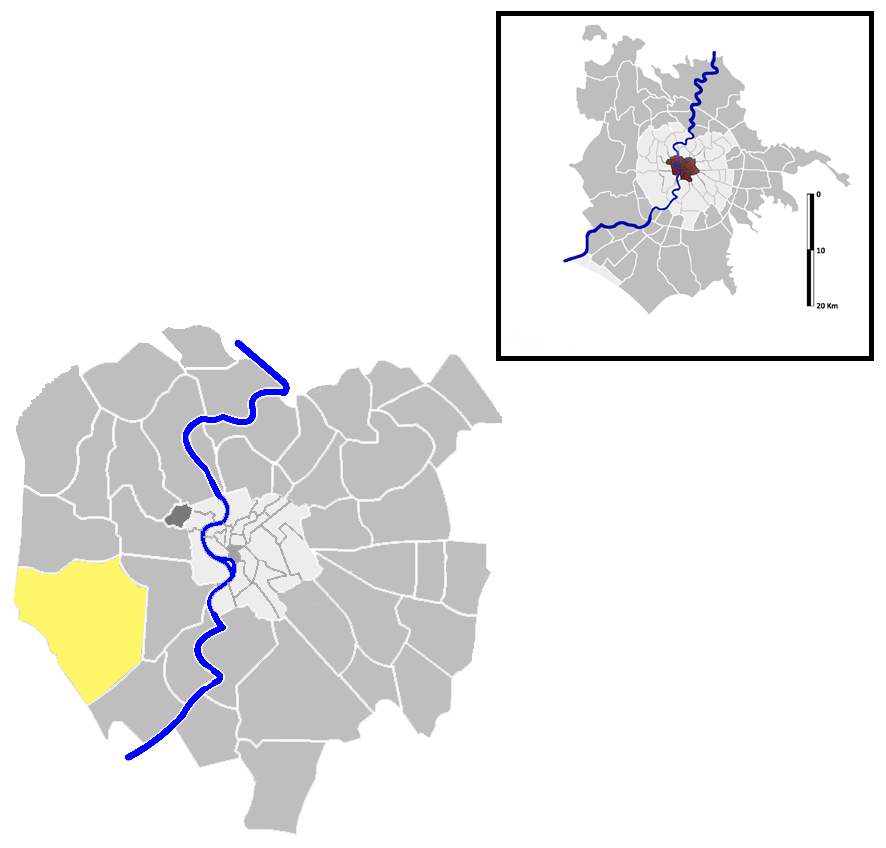
Lage des Suburbi in Rom

Im Norden grenzt er an den Suburbio S. IX Aurelio und den Quartiere Q. XIII Aurelio, im Osten an den Quartiere Q. XII Gianicolense, im Süden an das Suburbio S. VII Portuense und im Westen an die Zone Z. XLIV La Pisana und an die Zone Z. XLV Castel di Guido.
Der Suburbio wurde offiziell am 20. August 1921 mit der Bezeichnung S.IX gegründet und übernahm am 1. März 1954 wurde die Nummer S.VII übernommen, da das Suburbia Ostiense zum Quartier wurde.
Auf dem Gebiet des Suburbio Gianicolense befinden sich die zone urbanistiche 15.f Corviale, 16.b Buon Pastore und 16.c Pisana.

## Sehenswürdigkeiten
- Santissimo Crocifisso
- Santa Maria della Perseveranza
- San Girolamo a Corviale
- Sacra Famiglia a Villa Troili
- San Bruno, in via della Pisana
- San Paolo della Croce
- Natività di Maria
- Santi Martiri Coreani
- Santa Chiara